# Acadie (ferry)
Pour les articles homonymes, voir Acadie (homonymie).
Le ferry l’Acadie est devenu comorien depuis le 24 août 2021 .

## Histoire
Le navire a été construit en 1971 par les chantiers et ateliers de la Perrière à Lorient pour assurer le transport de véhicules et passagers entre Quiberon et Belle-Île-en-Mer.
Appartenant au Conseil général du Morbihan et exploité par la Compagnie Océane, il est devenu navire de réserve en juin 2006, à la suite de la mise en service du Bangor. Basé à Quiberon (Port-Haliguen) en haute saison touristique, l’Acadie est alors utilisé en cas de défaillance de l'un des navires du Conseil général du Morbihan ou en cas de forte affluence, comme en 2013 et 2014 où il a repris du service tout l'été, en tant que navire supplémentaire. En basse saison, le navire est basé à Lorient et effectue parfois des traversées vers l'île de Groix, en appoint des navires Île de Groix et Saint Tudy.
Désarmé par la "Compagnie Océane", il est vendu aux enchères en décembre 2019, et est acquis par "Pierre Louis de Rande" gérant pour une société desservant l'archipel des Comores. Il arrive à Moroni le 24 août 2021 après 3 mois de voyage et 15,000 Km parcourus, pour être affecté aux liaisons entre les 4 îles de l'archipel Comorien à partir de Mutsamudu,.

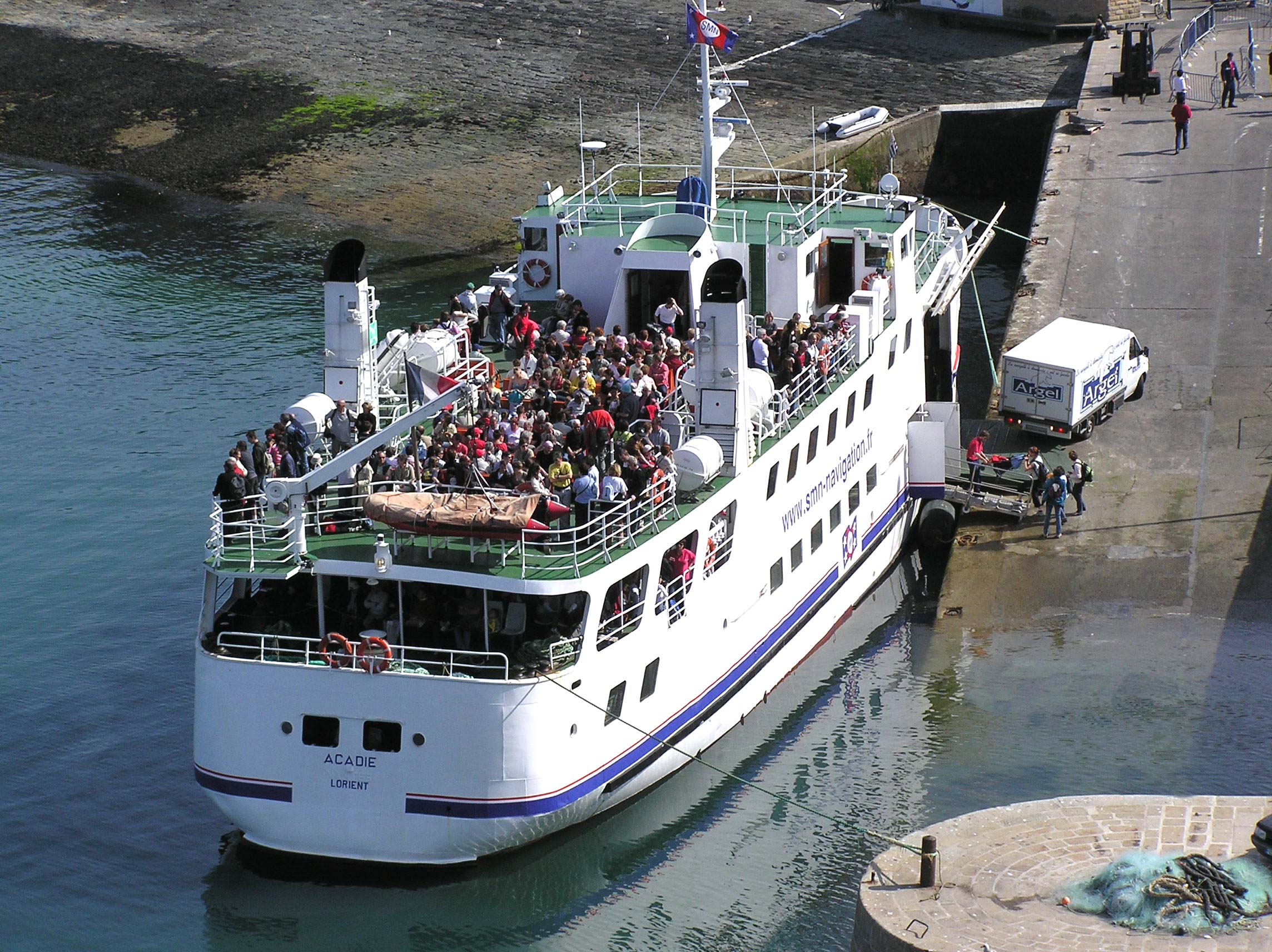
L’Acadie à Belle-Île en 2006.

### Incident
Le 8 avril 2013 à 7h39, l'Acadie percute le ferry Île de Groix dans la rade du port de Lorient. Une vitesse trop élevée du fait de la brume et le manque de communication VHF entre les deux bateaux sont les principales raisons de cet incident qui s'est produit dans un chenal étroit.